# Callianassa turnerana
Callianassa turnerana är en kräftdjursart som beskrevs av White 1861. Callianassa turnerana ingår i släktet Callianassa och familjen Callianassidae. Inga underarter finns listade i Catalogue of Life.

## Bildgalleri

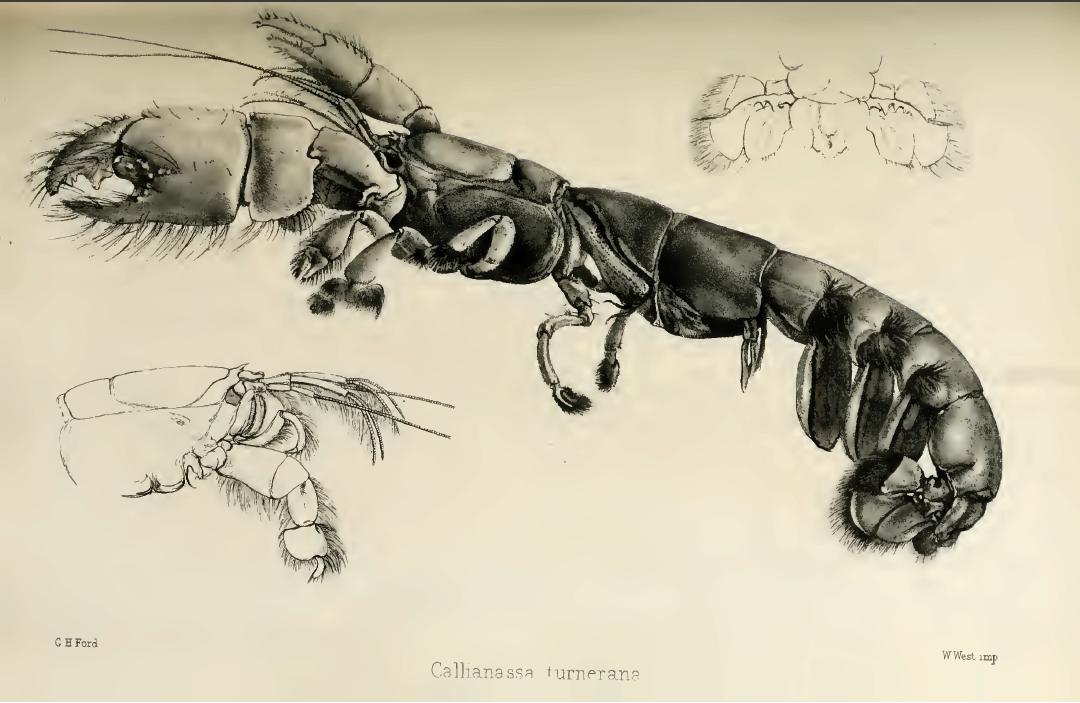